# First National Bank of Montgomery mot Jerome Daly
First National Bank of Montgomery vs Jerome Daly (Credit River Case) är ett unikt rättsfall i USA och förmodligen i världen. Advokaten Jerome Daly ställdes mot Federal Reserve och vann. Rättegången ägde rum i december 1968. Domen har inte gett upphov till något prejudikat, men debatten om fallet pågår fortfarande.

## Rättsfallet i korthet
Jermome Daly stod inför en utmätningsprocess för att han slutat betala på sitt bostadslån på 14 000 dollar. Han blev den 7 december 1968 kallad till rättegång i Minnesota för utmätningsprocessen där han försvarade sig själv. Rättegången började med att en representant från banken frågade ut Daly angående dennes betalningsförsummelser. Sedan tog Daly, som själv var advokat, över scenen och berättade att han trodde att banken inte hade haft några pengar att låna ut till honom, utan att de skapats av bokföringsposter. Som bevis kallade han sitt enda vittne, Mr. Morgan, som var managern på banken. Han fick denne att erkänna att banken inte hade de pengar som de lånade ut innan lånet beviljades, istället skapades pengarna ur tomma intet i själva bokföringsögonblicket. Mr. Morgan erkände dessutom att detta var praxis i hans bank, liksom i bankverksamhet överhuvudtaget. Då domaren Martin V. Mahoney fick höra detta sade han: "det låter som bedrägeri", varvid den övriga juryn nickade. Juryn bestämde sedan enhälligt att banken inte kunde ha några anspråk på Daly. Daly vann således rättegången men banken överklagade dagen efter och juryns dom annullerades. 

## Varför ämnet är känsligt
Det som gör ämnet känsligt är att ett prejudikat skulle innebära att den amerikanska bankverksamheten måste förändras i grunden, vilket skulle få globala följder. Det fraktionella banksystemet skulle behöva avskaffas, vilket är kärnan i dagens bankverksamhet i USA såväl som i nästan resten av världen.

## Dokumenten i fallet
- https://web.archive.org/web/20091002101309/http://www.lawlibrary.state.mn.us/CreditRiver/CreditRiver.html (alla dokument)
- https://web.archive.org/web/20090915200705/http://www.citizensoftheamericanconstitution.org/Other%20Info/first_national_bank_of_montgomer.htm (själva utfallet)